# Осрик (король Хвикке)
Осрик (англ. Osric) был королем англосаксонского королевства Хвикке в конце VII века. Он, возможно, правил совместно со своим братом Осхером.
Осрик, вероятно, был сыном Энхера, предыдущего короля Хвикке, от Остриты, дочери Освиу из Нортумбрии. Единственный зарегистрированный брак Остриты — это брак с Этельредом I из Мерсии, но более ранний брак с Энхером объясняет, почему Осрик и его брат Освальд описываются как nepotes Этельреда - слово, обычно переводятся как племянники или внуки, но здесь, вероятно, имеются в виду пасынки.

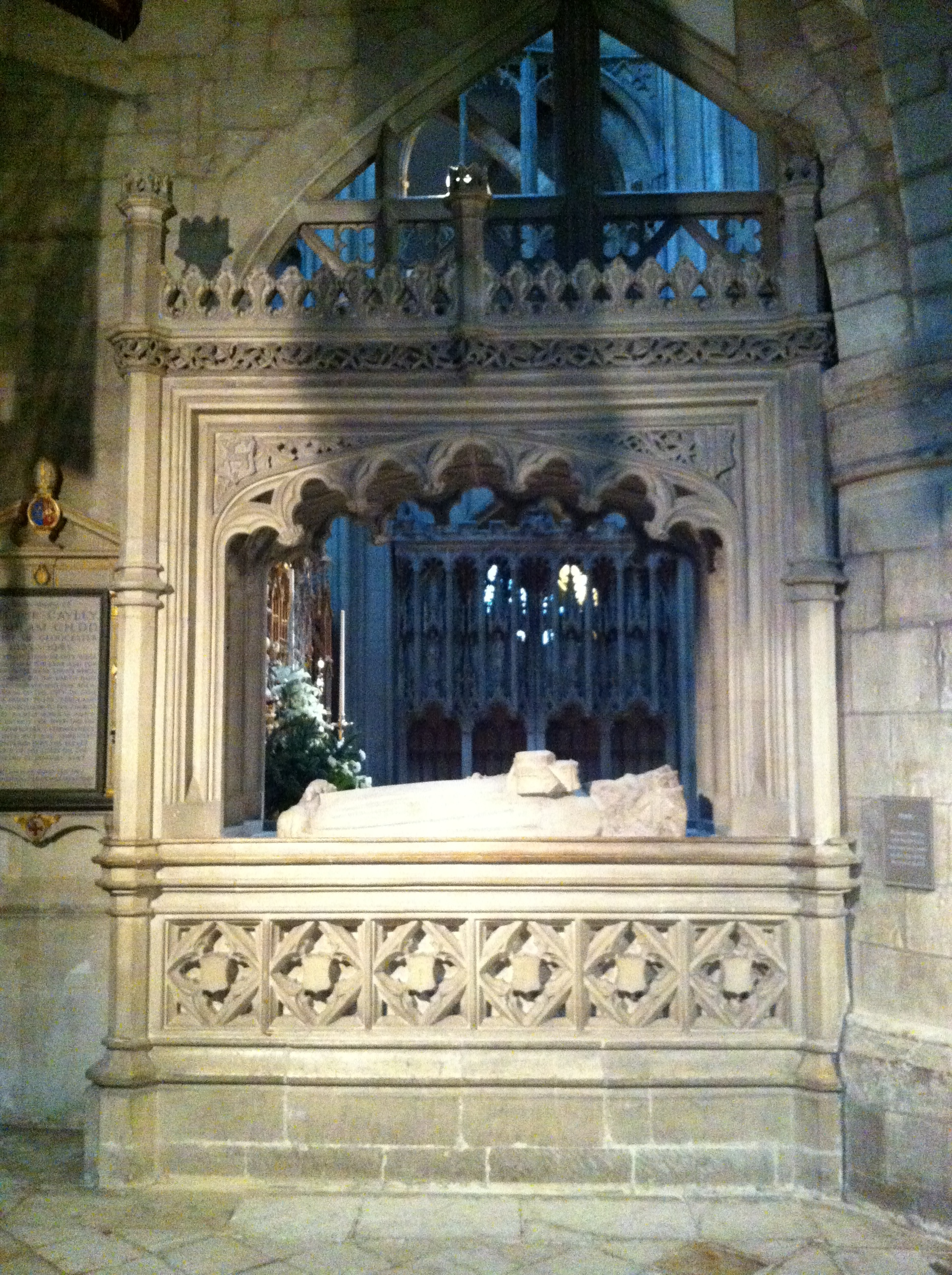
Похожий на гробницу мемориал Осрику в Глостерском соборе, выполненный в перпендикулярной готике, возведен около 1530 года

Осрик считается основателем двух монашеских домов, одного в Бате (ныне Батское аббатство) и другого в Глостере (ныне Глостерский собор). В 676 году Осрик пожаловал земли аббатисе Бертане для основания монастыря в Бате. Хартия, подтверждающая этот грант, была запрошена на нескольких основаниях для последующего редактирования и интерполяции, но, вероятно, имеет аутентичную основу.

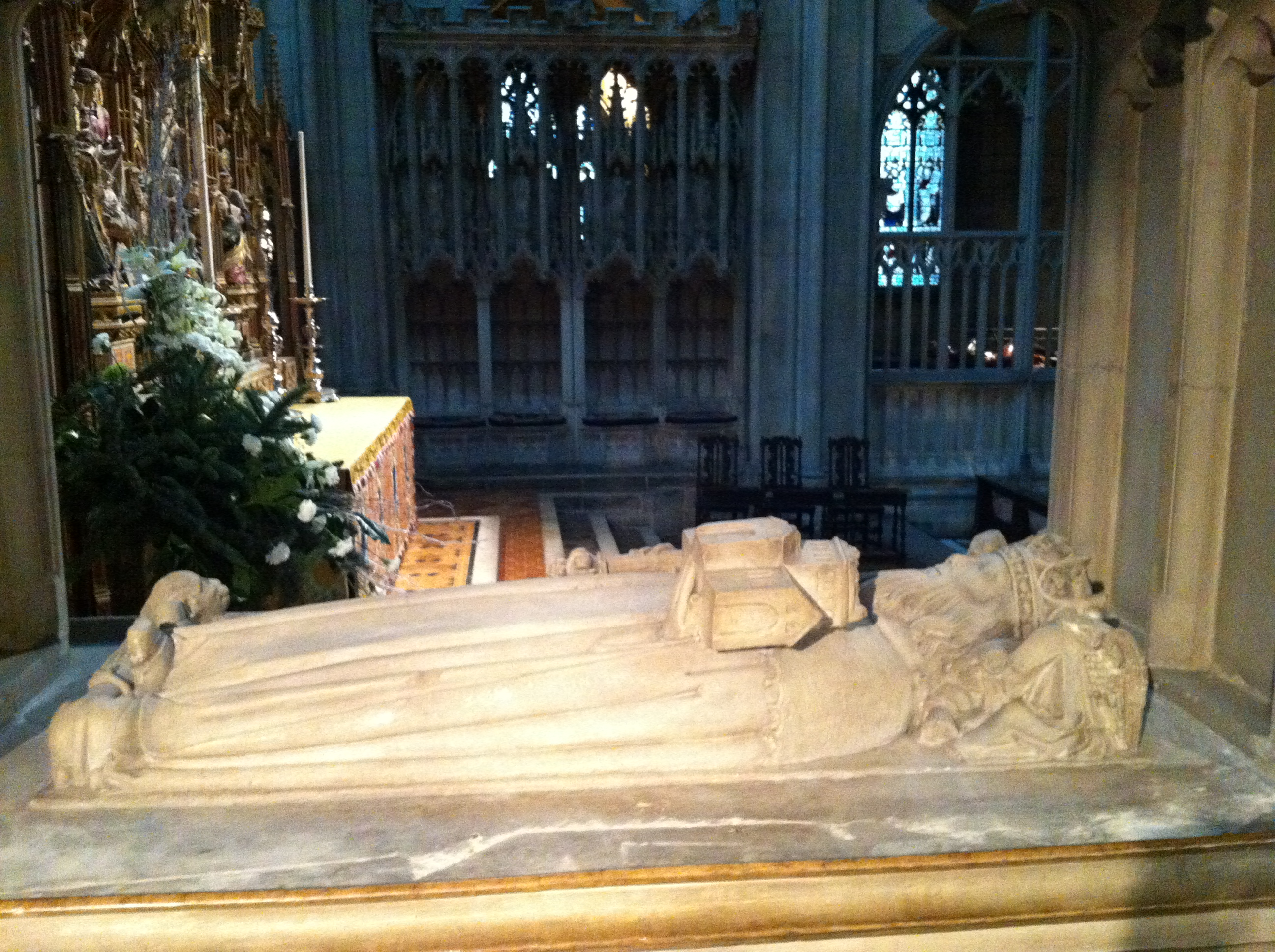
Лежащее изображение

Устав основания Глостерского собора сохранился в средневековом реестре. Это не открыто, но опять же считается имеющим достоверную основу. Хартия, по-видимому, была издана в 670-х годах Этельредом I, королем Мерсии, и в ней записано, что он пожаловал земли в Глостере и Першоре двум своим тэнам, дворянам из Хвикке, Осрику и его брату Освальду. Доля Осрика находилась в Глостере, и он попросил разрешения у Этельреда I основать там монастырь.
История основания собора продолжается в реестре утверждением, что Осрик предоставил землю своей сестре Кайнебурге, первой аббатисе. Х.П.Р. Финберг, однако, предполагает, что Кайнебурга, о которой идет речь, была вдовой Освальда из Нортумбрии. Освальд был старшим братом Освиу и, следовательно, дядей Остриты, которая, как говорят, уговорила свою тетю Кайнебургу уйти в монастырь через много лет после смерти Освальда. Таким образом, Кайнебурга была бы двоюродной бабушкой Осрика, а не его сестрой.
Хотя Глостерская хартия рассматривает Осрика как подчиненного Этельреда I, хартия Бата описывает его как короля Хвикке. Беда описывает его также.
Возможно, он и есть тот самый Осрик, который был свидетелем сомнительной хартии Фритувольда, короля Суррея, датированной 675 годом.
Осрик был похоронен в Глостерском соборе рядом с Кайнебургой, перед алтарем Святой Петрониллы. Его останки сейчас покоятся в средневековой усыпальнице в соборе.
По-видимому, его пережил его брат Осхер. После него правил Хвикке его возможный сын Этельмод (упоминается в хартии S 1167).